# Hoquei sobre herba als Jocs Olímpics d'estiu de 1964
Als Jocs Olímpics d'Estiu de 1964 celebrats a la ciutat de Tòquio (Japó) es realitzà una competició en hoquei sobre herba en categoria masculina entre els dies 11 i 23 d'octubre de 1964.

## Comitès participants
Hi participaren un total de 226 jugadors d'hoquei de 15 comitès nacionals diferents:
| - Alemanya - Austràlia - Bèlgica - Canadà - Espanya | - Hong Kong - Índia - Japó - Kenya - Malàisia | - Nova Zelanda - Països Baixos - Pakistan - Regne Unit - Colònia de Rhodèsia del Sud |

## Resum de medalles
| Prova              | Or | Argent | Bronze |
| Hoquei sobre herba | ÍndiaSingh Harbinder · Shankar Laxman · Lal Mohinder · Hari Pal-Kaushik · Bandu Patil · V.J. Peter · Ali Sayeed · Charanjit Singh · Darshan Singh · Dhara Singh · Gurbux Singh · Jagjit Singh · Joginder Singh · Udhum Singh · Prithipal Singh | PakistanMuhammad Afzal · Anwar Ahmad · Munir Ahmad · Saeed Anwar · Zaka Din · Muhammad Asad · Manzoor Atif · Khursid Azam · Abdul Hamid · Zafar Hayat · Khalid Mahmood · Khizar Nawaz · Tariq Niazi · Motih Ullah | AustràliaMervyn Crossman · Paul Dearing · Raymond Evans · Robin Hodder · John McBryde · Donald McWatters · Patrick Nilan · Eric Pearce · Julian Pearce · Desmond Piper · Donald Smart · Anthony Waters · Graham Wood |

## Medaller
| Posició | País      | Or | Argent | Bronze | Total |
| 1       | Índia     | 1  | 0      | 0      | 1     |
| 2       | Pakistan  | 0  | 1      | 0      | 1     |
| 3       | Austràlia | 0  | 0      | 1      | 1     |

## Resultats

### Primera ronda
Grup A
| Lloc | Equip             | Guanyats | Empatats | Perduts | Punts |
| ---- | ----------------- | -------- | -------- | ------- | ----- |
| 1.   | Pakistan          | 6        | 0        | 0       | 12    |
| 2.   | Austràlia         | 4        | 0        | 2       | 8     |
| 3.   | Kenya             | 3        | 1        | 2       | 7     |
| 4.   | Japó              | 3        | 0        | 3       | 6     |
| 5.   | Regne Unit        | 2        | 0        | 4       | 4     |
| 6.   | Rhodèsia del Nord | 1        | 1        | 4       | 3     |
| 7.   | Nova Zelanda      | 1        | 0        | 5       | 2     |

| - Pakistan derrota Austràlia 2-1 - Pakistan derrota Kenya 5-2 - Pakistan derrota Japó 1-0 - Pakistan derrota Regne Unit 1-0 - Pakistan derrota Rhodèsia 6-0 - Pakistan derrota Nova Zelanda 2-0 - Kenya derrota Austràlia 1-0 - Austràlia derrota Japó 3-1 - Austràlia derrota Regne Unit 7-0 - Austràlia derrota Rhodèsia 3-0 - Austràlia derrota Nova Zelanda 2-1 | - Japó derrota Kenya 2-0 - Kenya derrota Regne Unit 1-0 - Kenya empata Rhodèsia 0-0 - Kenya derrota Nova Zelanda 3-2 - Regne Unit derrota Japó 1-0 - Japó derrota Rhodèsia 2-1 - Japó derrota Nova Zelanda 1-0 - Regne Unit derrota Rhodèsia 4-1 - Nova Zelanda derrota Regne Unit 2-0 - Rhodèsia derrota Nova Zelanda 2-1 |

Grup B
| Lloc | Equip         | Guanyats | Empatats | Perduts | Punts |
| ---- | ------------- | -------- | -------- | ------- | ----- |
| 1.   | Índia         | 5        | 2        | 0       | 12    |
| 2.   | Espanya       | 4        | 3        | 0       | 11    |
| 3.   | Alemanya      | 2        | 5        | 0       | 9     |
| 4.   | Països Baixos | 4        | 1        | 2       | 9     |
| 5.   | Malàisia      | 2        | 2        | 3       | 6     |
| 6.   | Bèlgica       | 2        | 2        | 3       | 6     |
| 7.   | Canadà        | 1        | 0        | 6       | 2     |
| 8.   | Hong Kong     | 0        | 1        | 6       | 1     |

| - Índia empata Espanya 1-1 - Índia empata Alemanya 1-1 - Índia derrota Països Baixos 2-1 - Índia derrota Malàisia 3-1 - Índia derrota Bèlgica 2-0 - Índia derrota Canadà 3-0 - Índia derrota Hong Kong 6-0 - Espanya empata Alemanya 1-1 - Espanya empata Països Baixos1-1 - Espanya derrota Malàisia 3-0 - Espanya derrota Bèlgica 3-0 - Espanya derrota Canadà 3-0 - Espanya derrota Hong Kong 4-0 - Alemanya derrota Països Baixos 1-0 | - Alemanya empata Malàisia 0-0 - Alemanya empata Bèlgica 0-0 - Alemanya derrota Canadà 5-1 - Alemanya empata Hong Kong 1-1 - Països Baixos derrota Malàisia 2-0 - Països Baixos derrota Bèlgica 4-0 - Països Baixos derrota Canadà 5-0 - Països Baixos derrota Hong Kong 7-0 - Malàisia empata Bèlgica 3-3 - Malàisia derrota Canadà 3-1 - Malàisia derrota Hong Kong 4-1 - Bèlgica derrota Canadà 5-1 - Bèlgica derrota Hong Kong 2-0 - Canadà derrota Hong Kong 2-1 |

#### Semifinals
|  | Semifinals   | Semifinals   |   |              | Final        | Final |
|  |              |              |   |              |              |       |
|  | 21 d'octubre |              |   |              |              |       |
|  | Pakistan     | 3            |   |              |              |       |
|  | Espanya      | 0            |   |              |              |       |
|  |              |              |   |              |              |       |
|  |              |              |   |              | 23 d'octubre |       |
|  |              |              |   |              | Pakistan     | 0     |
|  |              | Índia        | 1 |              |              |       |
|  |              |              |   |              |              |       |
|  |              |              |   |              |              |       |
|  |              |              |   |              | Tercer lloc  |       |
|  | 21 d'octubre | 21 d'octubre |   | 23 d'octubre | 23 d'octubre |       |
|  | Índia        | 3            |   | Espanya      | 2            |       |
|  | Austràlia    | 1            |   |              | Austràlia    | 3     |